# Sfáka (Sitía, Lassithi)
Sfáka, en grec moderne : Σφάκα, est un village du dème de Sitía, en Crète, en Grèce. Selon le recensement de 2011, la population de Sfáka compte 248 habitants. Le village est situé à une distance de 33 km de Sitía.

## Recensements de la population
| Recensements | 1900 | 1920 | 1928 | 1940 | 1951 | 1961 | 1971 | 1981 | 1991 | 2001 | 2011 |
| ------------ | ---- | ---- | ---- | ---- | ---- | ---- | ---- | ---- | ---- | ---- | ---- |
| Population   | 551  | 685  | 732  | 871  | 861  | 802  | 560  | 488  | 403  | 328  | 248  |